# روبرت ميلر (عازف بيانو)
روبرت ميلر (بالإنجليزية: Robert Miller)‏ هو عازف بيانو أمريكي، ولد في 5 ديسمبر 1930، وتوفي في 30 نوفمبر 1981 بسبب سرطان.

## وصلات خارجية
- روبرت ميلر على موقع ميوزك برينز (الإنجليزية)
- روبرت ميلر على موقع ديسكوغز (الإنجليزية)